# Episactidae
Episactidae zijn een familie van rechtvleugelige insecten die behoren tot de kortsprietigen. De familie werd voor het eerst wetenschappelijk gepubliceerd door Burr in 1899.
De soorten binnen de familie komen voor in Centraal-Amerika, Oost-Azië en Madagaskar.

## Taxonomie
De familie telt 63 soorten binnen 19 geslachten, waarvan één uitgestorven:
- Onderfamilie Episactinae Burr, 1899
  -     - Geslacht Episactus Burr, 1899
    - Geslacht Gymnotettix Bruner, 1901
    - Geslacht Lethus Rehn & Rehn, 1934
    - Geslacht Paralethus Rowell & Perez-Gelabert, 2006
    - Geslacht Pielomastax Chang, 1937
- Onderfamilie Espagnolinae Rehn, & Rehn, 1939
  -     - Geslacht Antillacris Rehn & Rehn, 1939
    - Geslacht Espagnola Rehn & Rehn, 1939
    - Geslacht Espagnoleta Perez-Gelabert, 2000
    - Geslacht Espagnolopsis Perez-Gelabert, Hierro & Otte, 1997
    - Geslacht Neibamastax Rowell & Perez-Gelabert, 2006
    - Geslacht †Paleomastacris Perez-Gelabert, Hierro, Dominici & Otte, 1997
    - Geslacht Tainacris Perez-Gelabert, Hierro, Dominici & Otte, 1997
- Onderfamilie Miraculinae Bolívar, 1903
  - Geslachtengroep Heteromastacini Descamps, 1965
    - Geslacht Heteromastax Descamps, 1965

  - Geslachtengroep Malagassini Rehn, & Rehn, 1945
    - Geslacht Acronomastax Descamps, 1965
    - Geslacht Malagassa Saussure, 1903
    - Geslacht Rhabdomastax Descamps, 1969

  - Geslachtengroep Miraculini Bolívar, 1903
    - Geslacht Miraculum Bolívar, 1903
    - Geslacht Seyrigella Chopard, 1951
- Onderfamilie Teicophryinae Rehn, & Rehn, 1939
  -     - Geslacht Teicophrys Bruner, 1901